# Кільцева дорога Маріу Коваса
Кільцева дорога Маріу Коваса (порт. Rodoanel Mário Covas, часто просто Rodoanel, офіційне позначення SP-021) — частково збудована кільцева дорога у Великому Сан-Паулу, навколо найбільшого бразильського мегаполісу. Після завершення дорога матиме радіус близько 23 км навколо географічного центра міста, а її довжина складатиме 175 км. Шосе назване на ім'я Маріу Коваса, мера міста Сан-Паулу (1983—1985) та губернатора штату Сан-Паулу (1994—2001), під час керування якого було сплановане це шосе.
Збудована з використанням найсучасніших технологій, його діюча західна ділянка сполучає шосе Аньянгуера, Бандейрантів, Кастелу Бранку, Рапозу Таваріса і Режіса Біттенкоурта, перетинаючи 7 муніципалітетів. Ділянка містить 3 тунелі, один з них найдовший та найширший в Бразилії, 62 віадуки і 6 мостів.
Після завершення, яке планується на 2018 рік, кільцева дорога також буде сполучати шосе Іммігрантів і Анш'єта (південна ділянка), Дутри, Фернана Діаза і Айртона Сенни (східна ділянка), та багато менших доріг, повністю оточуючи місто. Будівництво південної ділянки почалося в 2006 році та завершитися в квітні 2010 року. Вона зможе зменшити навантаження на дороги міста численних вантажівок, що рухаються із порту Сантус.